# АКСМ-221
Белкоммунмаш 221 — 12-метровий тролейбус, що випускається на заводі «Белкоммунмаш», Мінськ з 2004 року. Використовує тиристо-імульсну систему керування, уніфікований за деталями з автобусом МАЗ 103. За ним фактично розроблявся Белкоммунмаш 333 (не Белкоммунмаш 33300), але був дещо модифікований. Використовується у Росії і Білорусі. Також має деяку схожість з МАЗ 103Т.

## Загальний опис

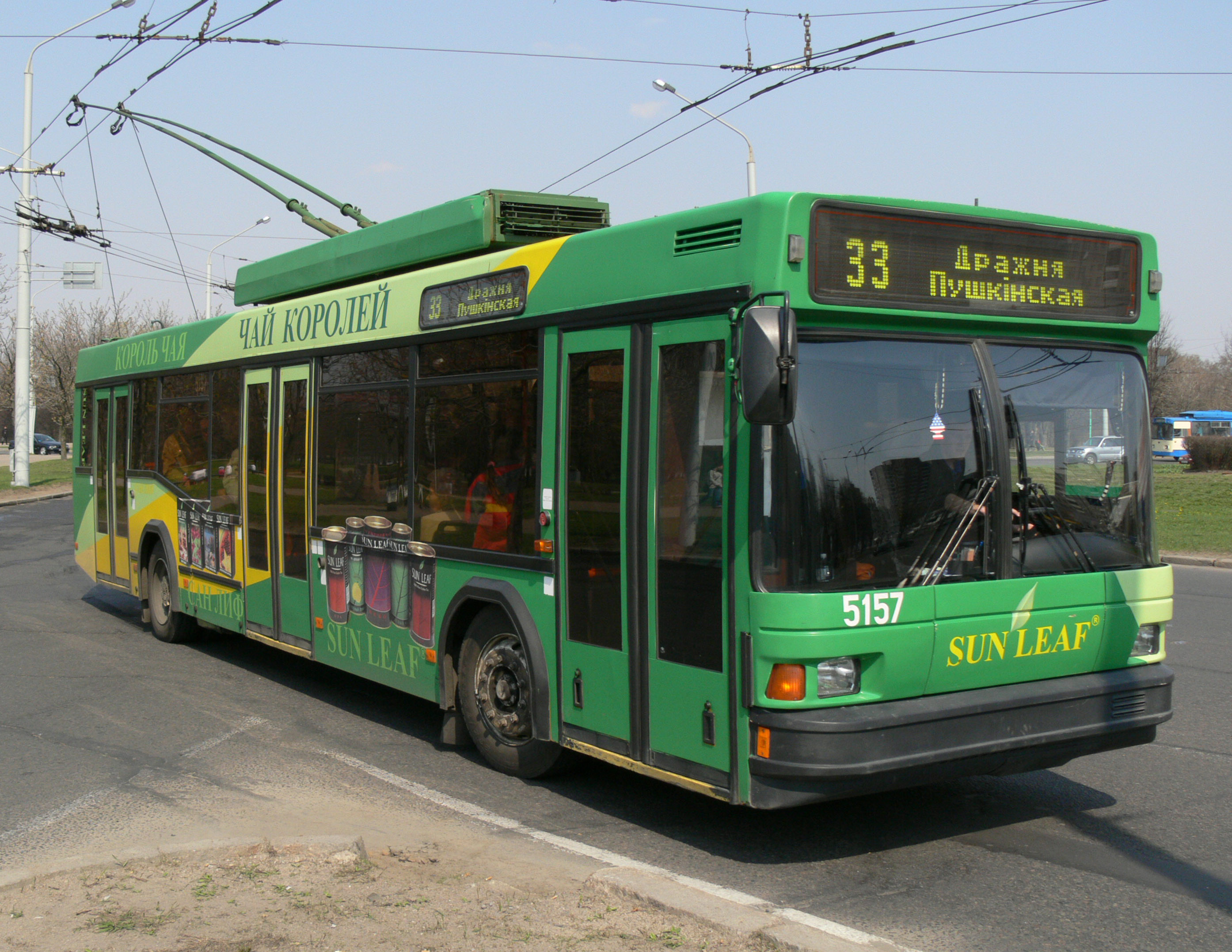

Тролейбус Белкоммунмаш 221 майже повністю уніфікований з білоруським автобусом МАЗ 103 – його кузов та габарити лишаються незмінними – у довжину тролейбус має 12,2 метри, у ширину 2,52 метри і у висоту 3,24 метра. Кузов тролейбуса подібний на кузов МАЗ-103, він вагонного компонування, тримальний, з заокругленими боковинами і рамною основою. Передок тролейбуса зі склопластику, розбитий вертикально на три частини, зі зварним бампером з додатковим резиновим покриттям. Фари одинарні, великого розміру, уніфіковані з МАЗ-103. Боковини тролейбуса первинно покриті цільнонатягутим сталевим або оцинкованим листом товщиною 0,9 мм, покритих або непокритих склопластиком. Задок тролейбуса зроблений зі склопластику та містить габаритні вогні та задні фари, дах зроблено з оцинкованого сталевого листа.  Комплект електроустаткування повністю винесено на дах, таким чином у тролейбуса підвищена ізоляція та безпека керування. У кузова підвищена стійкість проти корозії, захист нанесено на кузов, мости, ободи коліс та більшу частину металічних деталей що можуть псуватися. Антикорозійне покриття від фірми R-M (Франція). Значно підвищився ресурс кузова та ходових частин – не менше 10 років служби. Тролейбус моделі Белкоммунмаш  221 нормальної місткості, низькопідлоговий, сходинок до салону немає. Настил салону з бакелізованої фанери або з лінолеуму (найчастіше), обитий алюмінієм та алюмінієвими профілями, де відбуваються найбільші навантаження під час їзди. Боки усередині обшиті склопластиком або звичайним пластиком, покриті антикорозійним покриттям. Сидіння у тролейбусі м’які, роздільного типу, покриті антивандальною тканиною, зроблені з легко вичищуваної тканини, можуть бути напівковшового типу. Усього сидінь 25 штук. Тролейбус обладнаний одною збірною площадкою, що оснащена обладнанням для перевезенням інвалідів, включаючи додатковий висувний пандус, що висувається з-під середніх дверей. Поручні можуть бути вертикальними (встановлюються у збірних площадках і біля дверей) і горизонтальними – розташовані уздовж усього салону з правого та лівого боків, оснащені шкіряними ручками. Двері двостворчасті, поворотно-розсувного типу, відкриваються малошумно за допомогою електропневмопривода. Також двері мають механізми проти защемлення та блокування руху з відкритими дверима. Бокові вікна товщиною 4-5 міліметрів тоновані зеленою або чорною плівкою. Загальна місткість тролейбуса при повному завантаженні 108 чоловік. Кабіна водія відокремлена від салону перегородкою, має окремі двері ззовні (передня створка 1 дверей) і усередину. Кабіна обладнана усіма необхідними предметами при аварійній ситуації, наприклад додаткова система контролю за тролейбусом, що допомагає віднайти поламку, також є аптечка, вогнегасник, можливо встановити додаткове обладнання. Пульт керування зроблений зі склопластику, електроустаткування винесено повністю на дах. Є функції проти запотівання і замерзання лобового скла. Вітрове скло безколірне, вигнуте, розділено надвоє, склоочисники важільні, сконструйовані з заліза і пластику, дуже тривкі. Комплект тягового електроустаткування тиристо-імпульсний, салон і двері електроізольовано, ізоляція кузова виконана з підвищеними мірами запобіжності, наприклад те, що дроти вловлювання штанг обгорнуті двома шарами ізоленти, а устаткування герметизоване.
Конструктивні переваги моделі Белкоммунмаш 221:
- новітній дизайн
- використання тиристо-імпульсної системи керування дозволяє економити електроенергію
- уніфікація тролейбуса з моделями МАЗ 103 і тролейбусом МАЗ 103Т
- уніфікація тягового електроустаткування з моделлю Белкоммунмаш 201
- використання деталей автобусів МАЗ
- низька підлога – дає можливість відбуватися швидкому входу/виходу пасажирів з/до салону
- підвищена безпека і ізоляція
- можливість обладнати тролейбус додатковими деталями та устаткуванням, наприклад електронними маршрутовказівниками (див. Технічні характеристики)

## Технічні характеристики

### Загальні дані
| Модифікація               | Белкоммунмаш АКСМ 221 |
| Призначення               | міський тролейбус     |
| Проект, рік               | 2003                  |
| Серійне виробництво, роки | 2003-2004, 2007-      |
| Подібні                   | Белкоммунмаш 201      |
| Уніфікований з:           | МАЗ 103, МАЗ 103Т     |
| Екземпляри, шт.           | не менше 60 (на 2008) |

### Кузов і габарити
| Довжина, мм                          | 12250                                                            |
| Ширина по модлінгу, мм               | 2510                                                             |
| Висота (з опущеними штангами)        | 3310                                                             |
| Споряджена маса, кг                  | 12250                                                            |
| Повна маса, кг                       | 19594                                                            |
| Тип кузова                           | одноповерховий, вагонного компонування, силовий, тримальний      |
| Оснування кузова, тип                | рамне                                                            |
| Зовнішня обшивка (первинне покриття) | з цільнонатягнутого сталевого оцинкованого листа товщиною 0.9 мм |
| Зовнішня обшивка (вторинне покриття) | немає або склопластик чи пластик                                 |
| Обшивка передка і задка              | склопластик                                                      |
| Передні фари                         | одинарні великого розміру                                        |
| Антикорозійний захист, місця         | елементи шасі, ходова частина, зовнішня обшивка кузова           |
| Антикорозійне покриття               | виконується фірмою R-M (Франція)                                 |
| Ресурс кузова, не менше ніж, роки    | 10                                                               |
| Колісна база, мм                     | 7260                                                             |
| Дорожній просвіт (кліренс), мм       | 320                                                              |

### Салон
| Настил підлоги                          | Бакелізована фанера або лінолеум. Лінолеум кріпиться на фанеру.                         |
| Обшивка боковин та стелі (салон)        | пластик або ДВП (залежно від бажання замовника)                                         |
| Двері                                   | три двостворчасті поворотно-зсувного типу, малошумні                                    |
| Механізм відкриття дверей               | Пневматичний привод з дистанційним контролем                                            |
| Функції пневмоприводу                   | привод безпечний, з системою протизащемлення                                            |
| Аварійне відкриття дверей               | виконується за допомогою кнопок зсередини та ззовні тролейбуса                          |
| Сигналізація на вимогу включення дверей | включається пасажирами за допомогою кнопки виклику до водія, що розташована над дверима |
| Система повітряного ключа               | встановлена, блокує рух тролейбуса з відкритими або наполовину зачиненими дверима       |
| Поручні (загально)                      | зі сталевої труби, тривкі проти фізичної сили та корозії                                |
| Поручні (вертикальні)                   | розставлені на збірних площадках і біля дверей                                          |
| Поручні (горизонтальні)                 | розташовуються уздовж усього салону окрім дверних пройомів                              |
| Шкіряні ручки                           | встановлюються додатково на горизонтальні поручні                                       |
| Пасажирські сидіння                     | м’які, з легко вичищуваного матеріалу                                                   |
| Тривкість сидінь                        | загалом міцні, можуть бути покриті антивандальною тканиною                              |
| Тип сидінь                              | роздільний                                                                              |
| Загалом пасажирських сидінь, штук       | 25                                                                                      |
| Бокове остеклення                       | вікна можуть бути безколірні або тоновані за замовленням                                |
| Товщина бокового скла                   | 4-5 міліметрів                                                                          |
| Опалення (салон)                        | калориферне, встановлено 2 калорифери по 6 кіловат і 1 по 4 кіловат                     |
| Вентиляція (салон)                      | через зсувні кватирки або через люки на стелі (примусова)                               |
| Теплоізоляція салону                    | з полістирольних плит                                                                   |
| Вогнегасник (салон)                     | 2 штуки, кожен місткістю 5 літрів                                                       |
| Загальна пасажиромісткість, чол         | 108                                                                                     |

### Кабіна водія
| Двері до кабіни (зовнішні) | відкриваються автономно кнопкою або ключем                                                                                          |
| Двері до кабіни (з салону) | відокремлені від салону перегородкою, є кватирка для продажу квитків пасажирам                                                      |
| Обладнання кабіни водія    | сонцезахисні шторки, аптечка, вішалка для одягу                                                                                     |
| Приборна панель            | зроблена зі склопластику |
| Вогнегасник                | 1, ємністю 2 літри |
| Дзеркало заднього обзору   | великого розміру, також може використовуватися для обзору салону                                                                    |
| Сидіння водія              | з підресорами, комфортабельне, регулюється у висоту і глибину                                                                       |
| Вентиляція (кабіна)        | через зсувну кватирку; двохшвидкісний вентилятор                                                                                    |
| Опалення (кабіна)          | один електрокалорифер потужністю 6 кіловат на 3 швидкості і з виводом обдуву для запобігання запотівання і обмерзання лобового скла |
| Лобове скло                | панорамне, гнуте, безколірне, розділене гумовими профілями                                                                          |
| Склоочисники               | важільні, великого розміру |
| Бокові дзеркала            | сферичні «вуха зайця», з електропідігрівом і антибликовим покриттям                                                                 |
| Продаж квитків             | через кватирку у двері до кабіни водія                                                                                              |
| Компостувальні апарати     | встановлені на стінах у салоні |

### Рульове керування
| Рульове колесо                                                       | РУП «МАЗ» з гідропідслювачем     |
| Вузли рульового керування                                            | уніфіковані з автобусом МАЗ 103  |
| Діаметр рульового колеса, мм                                         | 500                              |
| Колонка керма                                                        | травмобезпечна                   |
| Блокування руху                                                      | встановлюється без ключа у замку |
| Повний виверт керма з нейтрального положення у будь-який бік, оберти | 2.5                              |

### Ходова система
| Ведучі колеса          | задні                                     |
| Колісна формула        | 4·2                                       |
| Передня підвіска       | незалежна пневматично-важільна            |
| Задня підвіска         | залежна пневматично-важільна              |
| Передній керуємий міст | Белкомунмаш                               |
| Задній ведучий міст    | RABA                                      |
| Колеса                 | дискові, уніфіковані з МАЗ 103 і МАЗ 103Т |

### Двигун
| Тип електродвигуна постійного струму                                         | електромотор постійного струму |
| Потужність електродвигуна, кіловат                                           | 170                            |
| Максимальна швидкість руху тролейбуса, км/год                                | 74                             |
| Максимальна швидкість руху тролейбуса при завантаженні у 108 чоловік, км/год | 60                             |
| Розгін 0-50 км/год з повною масою, не більш ніж, за, сек                     | 34                             |

### Електроустаткування і ізоляція
| Розташування електроустаткування                           | у шафці у кабіні водія, на даху і задньому помості                                                                     |
| Система керування тяговим електроустаткуванням             | тиристо-імпульсна |
| Виробник тягового електроустаткування для цієї моделі      | УП Белкомунмаш |
| Монтаж високовольтних і низьковольтних ланцюгів (загально) | виконаний у окремих джгутах                                                                                            |
| Монтаж високовольтних ланцюгів                             | має два ступені ізоляції і два шари обмотки ізолентою                                                                  |
| Монтаж низьковольтних дротів і ланцюгів                    | виконаний за двохпровідною схемою                                                                                      |
| Доріжки на даху                                            | зроблені з діелектричної рифленої резини, прикріпленої водостійким клеєм                                               |
| Ізоляція тягового електроустаткування                      | комплект герметично закритий на даху та має захист від опадів                                                          |
| Ізоляція дверей                                            | двері електроізольовано від кузова                                                                                     |
| Система штанговловлювання                                  | з електропневмоприводом, що дає можливість опустити штанги уздовж осі при зковзанні з контактної мережі з їх фіксацією |
| Максимально можливе відхилення від контактних мереж, метри | 4.7 |
| Опускання штанг                                            | дистанційне з кабіни водія або вручну, на замовлення встановлюється дистанційне або механічне                          |
| Напруга на струмоприймачах, Вольт                          | 550 |
| Бортова напруга, Вольт                                     | 28 |

### Гальмівні системи
| Гальмівні механізми, тип                    | барабанного типу                                        |
| Кількість гальмівних систем                 | 3 (2 основні, третя додаткова)                          |
| Зупинкова система                           | «повітряний ключ», блокування ходу з відкритими дверима |
| Гальмування                                 | плавне завдяки пневмоважільній підвісці                 |
| Уповільнення ходу з 50 до 10 км/год за, сек | 16                                                      |

### Інформаційні системи
| Маршрутовказівники                                          | механічні або електронні фірми Buse (Німеччина)                                                                       |
| Розташування електронних або механічних маршрутовказівників | зпереду, ззаду і по боках (разом 4)                                                                                   |
| Колір тексту на електронному табло                          | зелений |
| Інформаційна система                                        | речовий інформатор або ТГУ                                                                                            |
| Мікрофон                                                    | кабіна оснащена мікрофоном для оголошення водієм зупинок                                                              |
| Контроль                                                    | встановлено систему контролю за утечкою, що забезпечує постійний контроль за супротивом ізоляції електроустаткуванням |

### Додаткове обладнання
| Кузов              | кузов може бути видозмінений залежно від замовлення                                                                                     |
| Маршрутовказівники | можуть бути встановлені електронні табло                                                                                                |
| Штанги             | можливе встановлення дистанційне зняття штанг важелем за кабіни водія                                                                   |
| Кабіна водія       | можливо встановити сертифікований лічильник витраченої електроенергії і систему контролю утечки чи систему контролю за усім тролейбусом |

## Див.також
- Белкоммунмаш 321
- Белкоммунмаш 33300
- МАЗ 103
- МАЗ 103Т